# Saint Martin de l'If
Saint Martin de l'If is een gemeente in het Franse departement Seine-Maritime (regio Normandië). De plaats maakt deel uit van het arrondissement Rouen. Saint Martin de l'If is op 1 januari 2016 ontstaan door de fusie van de gemeenten Betteville, La Folletière, Fréville en Mont-de-l'If.